# Hoehyeon (metropolitana di Seul)
Hoehyeon (명동역 - 會賢驛, Hoehyeon-yeok) è una stazione della metropolitana di Seul servita dalla linea 4 della metropolitana di Seul. Si trova nel quartiere di Jung-gu, nel centro della città sudcoreana. Il sottotitolo della stazione è Mercato di Namdaemun (남재문시장 - 南大門市場, Namdaemun Sijang), per la vicinanza di quest'ultimo.

## Linee
Seoul Metro
● Linea 4 (Codice: 424)

## Struttura
La stazione è costituita da un marciapiedie a isola con due binari passanti sotterranei, protetti da porte di banchina a piena altezza. Sono presenti due aree tornelli, una in direzione Seul, e una in direzione Myeongdong.
| Direzione Danggogae | ● Linea 4 | per Chungmuro, Changdong, Nowon e Danggogae |
| Direzione centro    | ● Linea 4 | per Seul, Sadang, Geumjeong, Jungang e Oido |

## Dintorni
- Namdaemun
- Mercato di Namdaemun
- Parco Namsan
- Grandi magazzini Shinsegae
- Banca della Corea
- New Korea Hotel

## Stazioni adiacenti
| «           | Servizio | »       |
| Linea 4     | Linea 4  | Linea 4 |
| ----------- | -------- | ------- |
| Myeong-dong | -        | Seul    |